# Аанг
Аватар Аанг — головний герой анімаційного серіалу «Аватар: Останній захисник». Аанг — вихованець Повітряних кочівників; він є Аватаром — втіленням сил природи, єдиною людиною, нині здатною використовувати всі чотири види магії: повітря, води, землі та вогню. Він також один з небагатьох Аватарів, хто володіє навичками магії енергії, і єдиний, хто використовує її в серіалі.

## Історія
До початку подій серіалу Аанг був скований льодами айсберга протягом ста років. За час його відсутності народ Вогню завоював більшу частину світу, тому, попри те, що йому фактично всього дванадцять років, на плечі Аанга лягає завдання здолати Володаря Вогню, Озая, і відновити рівновагу у світі. Але навіть під тягарем відповідальності Аанг в душі залишається дитиною.
Сутність Аанга як чергового втілення Аватара виявляється ще в дитинстві, коли з тисяч інших іграшок він вибирає чотири — черепашачий панцир (Вода), пропелер на нитці (Повітря), свиномавпу (Земля) і барабан (Вогонь). Ці ж самі іграшки вибирали попередні покоління Аватарів, коли були дітьми. Через подібне випробування повинна пройти дитина, щоб бути визнаною реінкарнацією тулку-лами в тибетському буддизмі.

Аанг грається з Бумі

У серіалі нічого не говориться про біологічних батьків Аанга. Хлопчика виховують монахи — маги повітря, він росте в ідилічному маленькому світі Південного Храму Повітря. У дитинстві Аанг був безтурботною дитиною, часто подорожував, грався і, схоже, без жодних зусиль підкоряв свою стихію. У ранньому дитинстві він разом з іншими дітьми відправився в Східний Храм Повітря, де зустрів молодого летючого бізона Аппу. Аппа став його другом і супутником на все життя. В юності Аанг подорожував по світу і заводив дружбу з людьми з різних народів, зокрема, подружився з Бумі й Кузоном. У дванадцять років він придумав повітряний самокат — особливий прийом магії повітря, за який отримав титул майстра і сині татуювання у вигляді стріли. Однак спокійний плин життя Аанга змінився, коли монахи повідомили йому, що він Аватар, і що долею йому визначено опанувати всі чотири стихії та зупинити війну.
Зазвичай Аватар дізнається про свою сутність в шістнадцять років. Однак наставники Аанга, остерігаючись, що наближається війна між чотирма народами, повідомили йому про це раніше з впевненістю, що для збереження рівноваги світу знадобиться Аватар. Звістка докорінно змінила життя хлопчика — через його уміння від Аанга відвернулися старі друзі, а старійшини зажадали від нього прийняття своєї ролі та швидкого дорослішання.
Єдиним монахом, який розумів почуття Аанга, був Гіяцо, вчитель і наставник хлопчика. Він постарався розворушити засмученого звісткою Аанга жартами та іграми. Він щиро вірив, що Аанг повинен рости як нормальний хлопчик. Однак це суперечить думці інших ченців. Порахувавши, що прихильність Гіяцо до Аанга може тільки зашкодити, монахи вирішили відправити Аанга в Східний Храм Повітря, щоб там він серйозно зайнявся тренуваннями. Вони не підозрювали, що Аанг підслухав цю розмову.
В страху від почутого Аанг втік з оселі на Аппі в напрямку Південного полюса. Пролітаючи над південним океаном, вони потрапили в шторм і впали у воду. Увійшовши в стан Аватара, Аанг створив навколо себе і зубра сферу повітря, яка миттю перетворилась на лід, заморозивши їх на сотню років.

Через сто років двоє підлітків з племені Води — Катара, маг води, і її брат Сокка — знайшли та звільнили Аанга з айсберга.
Коли починають розвиватися події в серіалі, Аанга знаходять і звільняють брат і сестра. Вони ж і допомогли Аангу усвідомити, що за час його відсутності найстрашніші побоювання стали реальністю. У рік його зникнення тодішній правитель народу Вогню — Володар Вогню Созін — скористався силою таємничої комети для того, щоб розв'язати війну з трьома іншими народами. На превеликий жах Аанга, перший удар був здійснений по Повітряним кочівникам. У спробі перервати цикл Аватара, Созін наказав знищити всі чотири Храми Повітря. Всі ченці були вбиті, зробивши тим самим Аанга останнім відомим магом повітря на землі.
Спочатку діти відводять мага повітря до свого племені. До незабаром з'являється вигнаний принц Зуко, що бажає схопити Аватара. Йому вдається полонити Аанга, але Сокка і Катара звільняють його за допомогою Аппи. Аанг зрозумів, що майбутнє чотирьох народів відтепер в його руках, він повинен здолати народ Вогню і повернути мир і рівновагу в життя людей. Для здійснення визначеної долі, Аанг разом зі своїми новими друзями відправляється в дорогу в пошуках майстрів магії стихій, намагаючись при цьому уникнути полону воїнами народу Вогню.
Одного разу допомагаючи у селі, він увійшов у світ Духів. Там він зустрів Фанг — дракона Аватара Року. Фанг багато що пояснює Аангу і повертає назад у світ людей. Маг повітря відправляється в Храм Вогню на острові Півмісяця, щоб зустрітися і поговорити з Року. Попри те, що майже всі мудреці Вогню давно зрадили Аватара, все ж таки Аангу вдається потрапити до святилища. Йому вдалося поговорити з Року. Після цього Аанг твердо вирішує боротися проти Володаря Вогню Озая.
Коли Аватар прибуває на Північний полюс, на плем'я вже готується напасти Джао і вбити дух Місяця, зробивши магів води безпорадними. Тоді Північ швидко здасться. Туди також добрались Зуко та Айро, і принцу навіть вдалося захопити Аватара. Але Катара і Сокка встигають його врятувати. Після смерті Туі, Аанг зливається з Ла, духом Океану. Вони розбивають армію народу Вогню, а Джао тоне. Після цього Аанг відправляється в царство Землі на пошуки вчителя землі.
У царстві він незабаром зустрічає сліпу дівчинку Тоф, і незабаром вона погоджується стати його вчителем. У команді Тоф і Катара іноді сваряться, але незабаром група знову стає згуртованою. Аангу нелегко дається протилежна стихія, але Аватар підкорює і її. Коли в Ба Сінг Се Азула поранила його блискавкою, Аанг мало не вмирає. Його рятує цілителька Катара. Аангу нелегко визнавати поразку, але час лікує все. Далі він не поспішає вивчати магію вогню, але скоро йому зустрічається Зуко, який намагається приєднатися до команди. Аватар не відразу його приймає, але потреба в гарному вчителі виявляється серйознішою.
Вбити Озая для Аанга виявляється важче за все, адже він ніколи й нікого не вбивав і не хоче. У пошуках відповіді він потрапляє на острів, що виявився Левом-черепахою. Древня істота допомагає магу повітря і навчає магії енергії. У потрібний момент Аанг усвідомлює, що потрібно робити та так назавжди позбавляє магії Озая. Аватар врятував весь світ, не вбиваючи Короля Фенікса. Після перемоги він почав спокійне життя разом із друзями.

## Майбутнє Аанга
Одного разу команда Аватара зустрічає тітку Ву («Провидиця»). Вона і поворожила всім трьом. У Аанга виявилося найтуманніше майбутнє, адже ворожка не дивилася далі війни. Вона побачила величезну битву, призначену врятувати світ. Однак, крім цього, вона більше нічого не могла сказати. Це дуже засмутило Аанга, адже він хотів почути пророцтво про кохання. Тоді тітка Ву, шкодуючи хлопчика, спеціально каже, щоб він слухав, що говорить йому серце, і тоді він буде поряд з тією, кого любить.
Коли Аангу виповнилося 40 років, він зустрів ворога, мага Крові, який може володіти нею навіть не в повний місяць. Сокка і Тоф  вирішили засудити його, але він спробував магію на них, Аангу вдалося її зняти та забрати магію назавжди.

## Особистість
Аанг любить пригоди, веселий, але дещо наївний. Він цінує життя і свободу, не їсть м'яса і з небажанням вступає в бій. Він постійно шукає нових вражень, наприклад, нові люди або місця, що іноді не подобаються його друзям і збивають з пантелику переслідувачів. Він з гордістю відзначає, що в нього завжди були друзі в усіх чотирьох народах, і війна не стане для нього перешкодою. Його захоплюють незвичайні птахи й тварини в різних куточках світу, чи то пінгвіни, свиномавпи або гігантські вугри.
Однак за зовнішньою безтурботністю Аанг ховає почуття провини та вантаж відповідальності за долю світу. Він свого роду «герой мимоволі», він глибоко шкодує, що не зміг допомогти своєму народові сто років тому. Через це він спочатку намагається приховати свою сутність від друзів і часом уникає вивчення магії стихій, хоча здатності до цього в нього дуже великі.
За сторіччя, проведене в Айсбергу, Аанг позбувся всіх своїх друзів і наставників (за винятком старого царя Бумі й гуру Патика). Тому він особливо прив'язаний до своїх нових друзів (особливо до Катари), що гуру Патик пояснив відродженою любов'ю до свого народу. Відчайдушне бажання захистити їх часом змушує його брехати та будь-якими способами намагатися утримати їх поруч. В епізоді «Бато з племені Води» Аанг, дізнавшись, що Катара і Сокка можуть залишити його, щоб відправитися до свого батька, ховає від них карту з інформацією про його місцеперебування.
Викрадення Аппи в царстві Землі значно вплинуло на характер Аанга. Він звинуватив Тоф в тому, що вона «не встежила» за ним в його відсутність. Попри спроби Катари заспокоїти його, Аанг в гніві відлітає на пошуки бізона. Трохи пізніше, рятуючи Момо від ос-стерв'ятників, він порушив принципи магії повітря, завдавши по противнику зайвий удар. Зустрівши магів піску, які вкрали Аппу, він за кілька миттєвостей знищив їх піщаний човен, а, увійшовши в стан Аватара, готовий був знищити й людей, якби не Катара, яка, взявши Аанга за руку й обнявши, зуміла заспокоїти його.

## Цікаві Факти
- Коли Аанг  дуже засмучений  його заспокоює Катара.
- Аанг вегетрянець
- У перший  книзі відчував до неї почуття та не міг казати правду  коли вони разом з Сокою потрапили до ворожки яка казала йти за свою мрією. Але у кінці серіалу Аанг і Катара разом.
- У Аанга була закохана дівчина Менг яка не переносили Катару
- Коли Аанг намагався навчитись перший раз магією вогню ненавмисно підпалив руки Катари та лякався вчитись  магією вогню. Пока не тренувався разом Зукою.
- Аанг у  стану Аватару навіть ще не вивчив магію води продемонстрував її щоб відбити противників з нації вогню. Але коли вони разом з Катарою навчались магією води у нього добре виходило оволодіти. магією ніж у Катари. Але у кінці серіалу Катара найсильніша із магів Води.
- Аанг разом з Катарою та Сокою були зв'язані військами Кіощі коли потрапили на їх острів щоб покататись на рибі. Та він знає Кіощі та   продемонстрував що він аватар  тоді їх відпустили.
- Аангу дуже  важко давалась протилежна стихія Земля  і Тоф любила знущатись над Аангом.
- Аанг був дуже засмучений і злий  коли  втратив Апу.
- У третій книзі у нього волосся але коли готується до битви з Озаєм голить його
- Аанг обіцяє що їх дружба з Тоф буде триматися вічно. Але його обіцянка збулася і Тоф у літньому віці називає Кору п'ятками як називала Аанга
- Коли Зуко і Катара поїхали знати вбивцю її мати Аанг благає Катару помилувати його не вбивати та Сока його підтримує.
- Аанг хотів щоб Катара взаємно відповіла йому у коханні але не одразу змогла. Після війни вони зустрічаються.
- Аанг і Сока два рази зустріли злочинців із магією крові. Спочатку була Хама яка використовувала магію на них обох. А потім коли вони були дорослі Якон у суді.
- Аанг лишив двух магів назавжди спочатку Мага вогню Озая щоб зупинити війну та мага води Якона який використовував магію крові навіть не у повний місяць. Але повернув Корі магію
- Аанг назвав свого старшого сина на честь друга Бумі. Але не дуже був радий що він не став магом повітря
- Більше всього любив свого молодшого сина Тензіна брав у мандрівку та вчив магією повітря. Але його старщі діти ревнували за це його.
- Старша донька Тоф Лін дуже ладнала з Аангом.
- Аанг не побачив свої всіх чотирьох онуків Джинору, Іккі, Міло, та Рохана. Та його дружину. Коли Катара бачила їх усіх.
- Кора сплутала Аанга з його сином Тензіном коли лишилась магії.
- Завдяки Аангу Кора дізналась як Тарлок використовує магію крові не повний місяць.
- Побачив Тензіна у світі духів.
- У нього є статуя у Республіканському місті. Який він заснував.
- Кая вважає свого брата Тензіна схожого на Аанга. Який не приділяє увагу своїм дітям.
- Коли  його  син Бумі дивився на статую вибачився за те що не став магом повітря. Але після гармонічного зближення став магом повітря коли Аанга вже не було у живих.
- У Аанга є фото з Катарою та з дітьми. Коли Катара дала Каї Фото то вона показала Тензіну і Бумі. Щоб згадати їх минуле з сім'єю.
- Зі слів Зуко якщо Кора не втратила зв'язок з Аангом то він би пишався Корою за те що вона повернула магію повітря у світ.
- У останній серії третього сезону його онука Джинора дуже схожа копією на нього.

## Зовнішність
Аанг - дванадцятирічний молодий хлопець, не високого зросту, з гарною статурою і світлою шкірою. На голові та вздовж кінцівок в нього нанесені сині стрілки. Тільки в третьому сезоні в Аанга виросло волосся, до цього він його зголював. Має сірі великі й добрі очі. Аанг часто має при собі свою палицю-планер.

### Одяг
Аанг нерозбірливий в одязі та завжди носить тільки традиційний наряд повітряних кочівників, за винятком, коли друзі перевдягалися в одяг народу Вогню, перебуваючи на землях Країни Вогню. Його одяг дуже простий і легкий, складається з жовтої сорочки з темною накидкою, яка покриває плечі мага, і темних штанів зі світлою накидкою, яка покриває зовнішню сторону ніг. У нього також легкі та зручні черевики. Такий одяг максимально дозволяє Аангу користуватися будь-якою магією, не відчуваючи ні в чому обмежень або незручностей.
Коли Аанг перебував на землях Вогню, він ненавмисне вибрав собі звичайний костюм школяра. Одяг складався зі штанів, сорочки та довгого халата без рукавів. Усе було червоних відтінків. Взуття теж було міцне і зручне. Завдяки тому, що в Аанга виросло волосся, стрілку він прикривав лише на лобі, обв'язавши його червоною пов'язкою. Цей одяг дуже відрізняється від його колишнього, оскільки покриває все тіло і більше обмежує рухи.
Після невдалого вторгнення Аанг носив одяг, схожий на монаший. У нього була перев'язане оранжево-червоне полотно, як у римських громадян, і темні штани.

## Сім'я
- Катара — після серіалу одружується з Аангом, у них народжується троє дітей.
- Бумі — старший син який оволодів магією повітря після його смерті. Ім'я дане на честь друга Аанга, Бумі.
- Кая — єдина донька Аватара, маг води. У коміксі про Корру згадано про її нетрадиційну орієнтацію. Коли вона розповіла батьку про це, він підтримав її вибір.
- Тензін — молодший син, який зміг добре оволодіти повітрям, є найулюбленіший сином, через що старші діти його ревнували.
- Джинора, Іккі, Міло, Рохан — онуки та маги повітря після його смерті.

```
*
(англ.)
Аанг на Avatar Wiki
```

- Avatar Wiki (українською)

1. ↑  Aleph
2. ↑  Fitxa de doblatge Avatar: L'últim Mestre De L'aire (2024)
3. ↑  Fitxa de doblatge Avatar: L'últim Mestre De L'aire (2005)